# Astrid Beckmann
Astrid Beckmann (Berlín, 20 de diciembre de 1957, nombre de nacimiento Astrid Rautenberg) es una física, matemática y profesora alemana.

## Biografía
Beckmann nació en Berlín. Mientras estaba en la escuela, obtuvo un primer lugar y un segundo lugar en la competencia nacional alemana de matemática. Estudió matemática y física en la Universidad Libre de Berlín. Tras completar su formación como profesora en Darmstadt, ocupó un puesto como física en el Instituto de Física de la  Universidad Goethe de Fráncfort. En 1989, Beckmann obtuvo un doctorado en matemáticas en la Universidad de Giessen.
continuó su trabajo en el campo de la educación matemática, inicialmente con la ayuda de una beca del Ministerio de Educación Superior, Investigación y Artes del Estado de Hesse.
De 1994 a 2003, enseñó matemáticas y física en Lemgo y en la Universidad de Leibniz de Hannover. Realizó su postdoctorado en esta última institución en 2003 en educación matemática.
Enseñó en la Universidad de Ulm desde 2007.